# Парк Ататюрка (Мерсин)
Парк Ататюрка (тур. Atatürk Park) — городской парк, расположенный в турецком городе Мерсин.

## Географическое положение

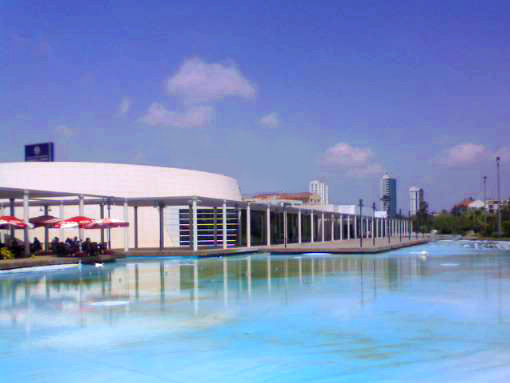
Мерсинский центр выставок и конгрессов

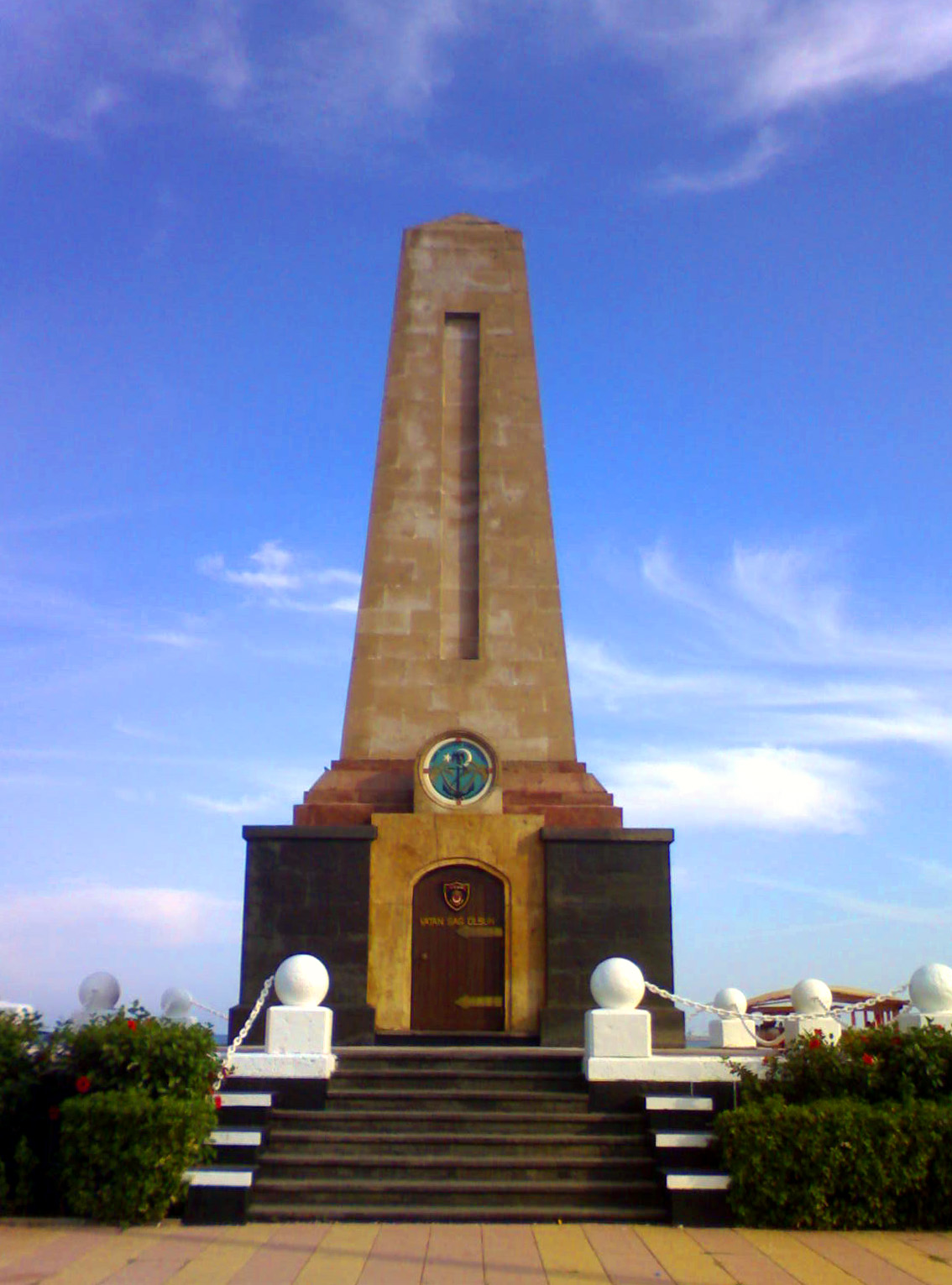
Памятник мученикам

Парк расположен в городе Мерсин, в районе Акдениз, на побережье Средиземного моря. Протяжённость парка составляет более 1200 м, он тянется вдоль морского побережья с северо-востока на юго-запад. Общая площадь парка составляет около 16 га или 184 772 м². К востоку от парка расположены портовые сооружения, к западу — марина и устье реки Эфренк. К северу от парка находится бульвар Исмета Иненю. В то же время прибрежная часть парка на юго-западе заканчивается за рекой Мюфтю, а само название «Парк Ататюрка» чаще применяется в отношении участка между портовыми сооружениями и мариной.

## История и развитие
В 1950-е годы в Мерсинском порту начались дноуглубительные работы, что стало предпосылкой для создания парка. В 1970-е годы местные власти спроектировали парк в виде зоны для кофеен и театров под открытым небом. Вплоть до 2000-х годов парк также использовался для организации турецких ярмарок, пока в 5 км от парка не была построена новая ярмарочная площадка. В рамках программы обновления он стал культурным парком. Наиболее популярной зоной для экскурсий является морское побережья: в западной части, рядом с якорной стоянкой находится клуб любителей рыбалки. Большая часть территории парка засажена цветочными клумбами.
У входа в Парк расположен Памятник мученикам, увековечивающий память моряков фрегата «Эртогрул», погибших 18 сентября 1890 года у берегов Японии, и пассажиров и членов экипажа парохода «Рефах», погибших 23 июня 1941 года у острова Кипр.
В 2008 году в северо-восточной части парка был открыт Мерсинский центр выставок и конгрессов (тур. Kongre ve Sergi Merkezi) площадью 3160 м²: в состав центра входят конференц-зал и зал для выступлений, бассейн и множество разных заведений.